# Vallesia glabra
Vallesia glabra là một loài thực vật có hoa trong họ La bố ma. Loài này được (Cav.) Link miêu tả khoa học đầu tiên năm 1821.